# واتارو فوكودا
واتارو فوكودا (بالكانا:ふくだ わたる) هو ممثل ياباني، ولد في 7 أبريل 1964 في اليابان.